# 刘垿
刘垿，山东诸城人，清朝政治人物。

## 生平
1770年接替刘伯壎任松江府知府一职，1771年由栋文接任。